# Garbit
Pour l'écrivain et gouverneur général, voir Hubert Auguste Garbit.
Garbit est une entreprise agroalimentaire française de produits en conserve spécialisée dans des produits exotiques. C'est également une marque commerciale sous laquelle sont vendus ses produits. Elle appartient à un autre groupe agroalimentaire, William Saurin. Développant d'abord du couscous en conserve, elle a diversifié sa production en paella, taboulé et ensuite aux barquettes exotiques à cuire au four à micro-ondes.
La campagne publicitaire pour le couscous en boîte mettait en scène des acteurs personnifiant des Arabes dans une vision fantasmée de l'Afrique du Nord, s'exprimant en français avec un fort accent Pieds-noirs et vêtus de djellabas. « C'est bon comme là-bas, dis ! », la phrase finale, est devenue assez célèbre en France.

## Historique
En 1967, Lesieur prend le contrôle de Garbit. En 1970, Garbit fusionne avec la société Bretagne-Provence pour former la Sapal (Société anonyme des produits alimentaires). En 1973, la Sapal est cédée à Panzani, qui vient d'être rachetée par Gervais Danone.
En 1994, Gervais Danone, qui a fusionné avec BSN et qui est devenu Danone, rapproche son activité alimentaire hors produits laitiers avec celle du groupe Saint-Louis (marques William Saurin, Marie et Royal Champignon) au sein d'une filiale commune, nommée Panzalim, dont Panzani et Garbit font partie.
Mais à la suite du décès du PDG de Saint-Louis, Bernard Dumon, en 1995, Saint-Louis se désengage de la filiale commune l'année suivante. Danone hérite alors de toutes les marques de la coentreprise, excepté Royal Champignon, et fusionne Panzani, William Saurin, Garbit et PetitJean en une seule entité. En 1997, Danone, qui souhaite alors se concentrer sur ses marchés de base, revend ses actifs non prioritaires. Panzani-William Saurin est ainsi cédé au fonds d'investissement Paribas Affaires industrielles (PAI partners).
En 2001, PAI Partners revend William Saurin, Garbit et PetitJean au groupe Financière Turenne Lafayette (FTL), appartenant à Monique Piffaut, mais conserve Panzani. Les trois entreprises sont intégrées au pôle alimentaire de la Financière Turenne Lafayette, le CCA (Comptoir commercial alimentaire).
Fin 2016, à la suite du décès de Monique Piffaut, actionnaire de FTL, de multiples anomalies dans les comptes du groupe sont découvertes. L'État français évite la liquidation judiciaire du groupe FTL, en débloquant 70 millions d'euros afin de maintenir l'activité, le temps de trouver des repreneurs.
En 2017, Cofigeo et la coopérative Arterris reprennent à la FTL les plats cuisinés et les marques William Saurin, Garbit ou La Belle Chaurienne.
En décembre 2022, les sociétés William Saurin et Garbit annoncent vouloir arrêter temporairement, à partir du 2 janvier 2023, quatre de leurs huit usines en France, ce qui représente environ 80 % de la production du groupe. 800 de ses 1200 salariés français se verront appliquer un accord d'activité partielle de longue durée (APLD). Selon Cofigeo, ses coûts énergétiques explosent et passeront de 4 millions à 40 millions d'euros au 1er janvier.